# 571
571(오백칠십일)은 570보다 크고 572보다 작은 자연수다.

## 수학
- 105번째 소수(素數)다. 앞의 소수는 쌍둥이 소수인 569, 다음 소수는 577이다.
- 20번째 중심있는 삼각수다. 앞의 중심있는 삼각수는 514, 다음은 631이다.
- {\displaystyle 90^{10}-1}은 571로 나누어떨어진다.

## 과학
- NGC 571(독일어판, 프랑스어판): 물고기자리 방향에 있는 나선은하.

## 교통
- 고속도로
  - 유럽 고속도로 571호선: 슬로바키아 브라티슬라바에서 코시체까지 이어지는 유럽 고속도로.
  - 아우토반 571호선(영어판): 엘링겐에서 진치히까지 이어지는 독일의 고속도로.
- 기타 도로
  - 571번 지방도: 충청북도 보은군 회남면에서 청주시 상당구 미원면까지 이어지는 대한민국의 지방도.
  - 현도 제571호선

## 군사
- U-571: 제2차 세계 대전에 사용된 나치 독일의 군용 잠수함.

## 문화유산
- 대한민국의 보물 제571호: 여수 통제이공 수군대첩비

## 기타
- 연도: 571년, 기원전 571년